# Muine Bheag
Muine Bheag (en anglès Bagenalstown, de l'irlandès "bosquet" històricament anglicitzat com a Moneybeg) és una vila d'Irlanda, al comtat de Carlow, a la província de Leinster. El seu lema és Uimhir Gan Choisc (el nombre irreprimible).

## Història
El nom anglès Bagenalstown ve de Lord Walter Bagenal, qui va dissenyar la ciutat a l'estil de Versalles a França. Bagenal construí la vila als marges del riu Barrow per tal de permetre el comerç i l'accés a la ciutat. Originàriament va anomenar la vila "New Versailles".

## Llocs d'interès
- Castell de Ballyloughan situat vora Muine Bheag i consta d'una porta d'entrada de dues torres i la sala i els fonaments d'una de les torres en les cantonades d'un gran castell que data del 1300.[3]
- Castell de Ballymoon situat a 3 km a l'est de Muine Bheag, data del segle xiii.[4]